# Lleialistes negres
Un lleialista negre (black loyalist o negre lleial o legitimista negre) era un habitant de l'Amèrica britànica afroamericà que va ajudar a l'exèrcit de l'Imperi Britànic durant la Guerra de la Independència dels Estats Units. Molts d'aquests havien estat esclavitzats per rebels patriotes i van decidir ajudar els britànics per les seves promeses de llibertat.
Uns 3.000 lleialistes negres van ser evacuats de Nova York cap a Nova Escòcia: Aquests van ser llistats un a un en el Book of Negroes i els britànics els va donar certificats de llibertat i els va pagar el transport. Aquest llibre es pot trobar online. Alguns dels lleials a l'Imperi que van emigrar a es van emportar els seus esclaus afroamericans. Aquests afroamericans no són considerats com lleialistes, ja que no havien escollit el seu destí.
Alguns negres lleials foren evacuats a Londres. Aquests foren inclosos en la població dels pobres negres. Amb l'assistència del govern, 4.000 negres foren transportats des de Londres per a ser reassentats a la colònia de Sierra Leone el 1787. Al cap de cinc anys, 1.192 negres lleials més van ser exportats a Sierra Leone. Aquests foren coneguts en aquesta colònia com els afroamericans de Sierra Leone i foren actius en la creació de la nova nació i el seu govern. Els actuals criolls de Sierra Leone (krios) són els seus descendents. El líder estatunidenc Thomas Jefferson van referir-se als negres lleials com "els fugitius dels Estats Units".

## Abans de la Guerra
A Anglaterra mai s'havia autoritzat l'esclavitud per llei, tot i que hi havia el villeinage, una forma de semi-servitud que estava molt obsoleta. Encara que es creia que va ser declarada il·legal en el dret comú per una decisió de Lord Mansfield, president del Tribunal Suprem del Rei, el 1772, en el cas de Somersett, la decisió que es va prendre fou més limitada i simplement afirmava que els propietaris d'esclaus no podien transportar esclaus fora d'Anglaterra i Gal·les en contra de la seva voluntat. No obstant això, diversos tribunals inferiors van prendre aquesta decisió perquè l'esclavitud no existia a Anglaterra i Gal·les i van anar més enllà de la sentència original. Però aquesta decisió no s'aplicava a les colònies. En els tribunals anglesos s'hi van presentar un nombre important de casos d'emancipació i molts fugitius intentaven arribar a Anglaterra per aconseguir la llibertat.
Els esclaus pensaven que el rei Jordi III del Regne Unit els ajudaria contra els seus propietaris i això va fer augmentar les tensions abans de la Revolució Americana; els propietaris d'esclaus de les colònies temien una revolta dels esclaus inspirada en els britànics. A principis de 1775, el Comte de Dunmore va escriure al Comte de Dartmouth per a explicar-li l'avantatge que els suposava aquesta situació.

## Proclamacions

### Proclamació de Lord Dunmore
El novembre de 1775, el Comte Dunmore va fer una proclamació controvertida que posteriorment es va conèixer com a Proclamació de Dunmore. Trobant-se amb una revolta i amb poques tropes, el governador reial de la colònia de Virgínia va demanar a tots els homes aptes que l'ajudessin a defensar la colònia, incloent-hi els esclaus d'origen africà que pertanyien als rebels. Dunmore va prometre als esclaus que se'ls donaria la llibertat si es reclutaven en l'exèrcit imperial, i ho van fer 3500, que es van convertir en el Lord Dunmore's Ethiopian Regiment i enviats a Nova Escòcia.
| « | ...I do require every Person capable of bearing Arms, to resort to His MAJESTY'S STANDARD, or be looked upon as Traitors to His MAJESTY'S Crown and Government, and thereby become liable to the Penalty the Law inflicts upon such Offences; such as forfeiture of Life, confiscation of Lands, &c. &c. And I do hereby further declare all indented Servants, Negroes, or others, (appertaining to Rebels,) free that are able and willing to bear Arms, they joining His MAJESTY'S Troops as soon as may be, for the more speedily reducing this Colony to a proper Sense of their Duty, to His MAJESTY'S Crown and Dignity.--- Proclamació de Lord Dunmore 7 de novembre de 1775 (... exigeixo a tot aquell que és capaç de portar armes, que han d'ajudar a les forces de Sa Majestat o serà considerat traïdor a la seva Corona i, per tant, rebrà la pena que la llei marqui per aquests delictes, com ara la pèrdua de la vida, la confiscació de terres, .... I a la present declaro que tots els criats escripturats, negres o altres (que pertanyin als rebels) que puguin portar armes i s'uneixin a les tropes de Sa Majestat, tan aviat com sigui possible se'ls dona la llibertat pel poder de la Corona i la dignitat de Sa Majestat) | » |

En un mes, uns 800 antics esclaus afroamericans havien escapat a Norfolk (Virgínia) per tal d'allistar-se. Segurament se n'hi haguessin unit més si no haguessin tingut por a les represàlies.
Els propietaris d'esclaus de Virgínia estaven indignats i van decretar que executarien els esclaus fugitius. També van participar en una campanya de desprestigi contra les promeses de l'Exèrcit Imperial britànic, dient que els esclaus que es van escapar per ajudar els britànics serien venuts a les plantacions de canya de sucre de les Antilles. Tot i això, molts esclaus estaven disposats a arriscar les seves vides per a poder aconseguir la llibertat.
La Proclamació de Dunmore va ser la primera emancipació en massa de la història dels esclaus dels Estats Units. La Declaració d'Independència dels Estats Units d'Amèrica de 1776 es va referir a la Declaració de Dunmore com una de les causes de la guerra, ja que el rei Jordi III havia incitat els esclaus a la insurrecció.
Quan la Guerra d'Independència dels Estats Units havia començat, un nombre de generals britànics van fer proclamacions que demanaven als lleialistes que alliberessin els seus esclaus perquè ajudessin a l'exèrcit britànic. Entre aquestes proclamacions hi ha la de John Murray, quart comte de Dunmer, governador de Virgínia i la de Sir Henri Clinton. El Governador de Jamaica, John Dailing va llençar la proposta el 1779 d'allistar un regiment de mulats i un regiment de negres.

### Proclamació de Philipsburg
Amb l'arribada de 30.000 mercenaris alemanys, va disminuir la necessitat de tenir soldats afroamericans. Sir William Howe va prohibir la formació de regiments negres nous i va desfer el seu propi. Però alliberar esclaus encara era valuós perquè mantenien una guerra econòmica contra els rebels americans. El 1779, Sir Henry Clinton va fer la Proclamació de Philipsburg, que va expandir l'antiga proclamació de Dunmore i va prometre la llibertat a qualsevol esclau que s'escapés d'un rebel americà.
Els britànics sovint tornaven els esclaus escapats als propietaris legitimistes i els demanaven que no els castiguessin. El 1778, els patriotes van prometre la llibertat als esclaus fugitius dels legitimistes. La majoria dels esclaus que van escapar cap a un costat o l'altre van acabar sent venuts de nou com a esclaus. Durant la interrupció de la guerra, però, desenes de milers d'esclaus es van escapar i van aconseguir ser lliures; altres van morir per les malalties i la guerra.

## Regiments
La Declaració de Lord Dunmore va ajudar que es creessin molts regiments negres a l'exèrcit britànic. Els més importants foren el regiment de Dunmore, el regiment etíop i els Pioners negres de Clinton. Els Jersey Shore Volunteers, els King's American Dragoons, els Jamaica Rangers i els Mosquito Shore Volunteers foren altres regiments composts amb soldats negres. A més a més també era comú que hi hagués negres que treballaven a l'exèrcit com a auxiliars.

### El Regiment Etíop
Dunmore va organitzar els seus 800 soldats voluntaris negres en el Royal Ethiopian Regiment. La unitat fou entrenada ràpidamentn en els rudiments de la marxa i el tir abans de començar a participar en la guerra en la batalla de l'aterratge de Kemp. En aquesta batalla els patriotes no estaven preparats i es van retirar ràpidament. La següent batalla en la qual va participar el regiment etíop fou la Batalla del Gran Pont (Battle of Great Bridge), però en aquesta vegada Dunmore va tenir un excés de confiança i havia estat mal informat sobre el nombre de les forces dels patriotes americans i va perdre la batalla. Després, Dunmore va carregar les seves tropes a la flota britànica amb l'esperança de poder entrenar-los millor. A allà es va propagar la verola. Al final només 300 dels 800 homes de Dunmore van sobreviure.

### Els Pioners i Guies negres
Els pioners negres fou el regiment més nombrós d'afroamericans (en la terminologia militar de l'època, un "pioneer" era un soldat que construïa carreteres, cavaven trinxeres i que feien altres treballs manuals). Aquests soldats estaven dividits en petits cossos i atacaven a exèrcits superiors en nombre. Quan no combatien, els pioners negres treballaven construint fortificacións i fent altres coses que calien. Ells sovint havien de treballar sota el foc de les armes. Els Pioneers van servir sota les ordres del General Clinton a Carolina del Nord, Nova York, Newport (Rhode Island) i Filadèlfia. Els pioners negres no van tenir cap baixa perquè mai van ser utilitzats en combat. A Filadèlfia, havien d'ajudar en la neteja dels carrers i altres feines auxiliars. tot i això, eren importants perquè van alliberar a altres soldats que van poder combatre.

### La Brigada Negra
La Brigada Negra va ser una petita unitat de combat d'elit que va lluitar en guerrilles a Nova Jersey i que va estar liderada pel Coronel Tye, un esclau del Comtat de Monmouth (Nova Jersey) que s'havia escapat fins a les línies angleses a principis de la guerra. Es creu que ell era un veterà del regiment etíop de Lord Dunmore. El títol de coronel no era una designació militar oficial perquè els negres no podien ser oficials en aquella època. Tot i així, aquests títols es van permetre de manera no oficial.
Tye i la Brigada Negra eren els legitimistes negres més temuts a Nova Jersey. La Brigada va fer diverses batudes el 1778 a la batalla de Monmouth i van defensar els britànics en el Nova York ocupat el 1779. Tye va conduir diverses accions contra els rebels al Comtat de Monmouth. Al setembre de 1780, Tye fou ferit al canell durant una batuda contra un líder de la milícia patriòtica i va morir al cap de poques setmanes de gangrena. Stephen Blucke, un antic membre dels pioners negres va prendre'n el relleu i va liderar la Brigada negra fins al final de la guerra.

### Associators
Hi va haver molts negres als que se'ls va negar l'entrada en unitats regulars degut al racisme o a la desconfiança per part dels oficials britànics i unionistes. Molts es van unir als "Associators" irregulars (coneguts com els "refugiats"), a on sovint van servir en unitats interracials.

## Tractament en la Postguerra
Quan es van iniciar les negociacions de pau després del setge de Yorktown, un dels temes principals de debat va ser la destinació dels soldats britànics negres. Tot i que el general Cornwallis va abandonar les seves tropes negres per a tornar-los a fer esclaus, molts altres comandants britànics no estaven disposats a fer el mateix. Legitimistes blancs que es van quedar als Estats Units volien soldats negres perquè les possibilitats que es reparessin els danys a la seva propietat s'incrementessin. Però la majoria dels caps militars britànics volien mantenir les seves promeses, encara que els americans hi estiguessin en contra.
En el caos de l'evacuació dels refugiats legalistes britànics, sobretot de Nova York i Charleston, molts propietaris d'esclaus estatunidencs van intentar tornar a capturar els seus antics esclaus. Alguns intentaven capturar a qualsevol negre, fins i tot els que eren lliures abans de la guerra per a vendre'ls com esclaus. El Congrés dels Estats Units va ordenar a George Washington que recuperés totes les propietats dels americans, inclosos els esclaus, com havia estat estipulat en el Tractat de París (1783].
Com que Sir Guy Carleton va intentar complir la promesa de la llibertat, els britànics van proposar un compromís que compensaria els propietaris d'esclaus i que proveiria de certificats de llibertats a tots els negres que podien provar-la i se'ls evacuaria a una de les colònies britàniques. Els britànics van transportar més de 3.000 legalistes negres fins a Nova Escòcia. Aquest representa el nombre més nombrós que van arribar-hi de cop. Un dels assentaments que es van crear, Birchtown, va ser la comunitat d'africans lliures més gran de l'Amèrica del Nord.
Els lleialistes negres van trobar que el clima i les condicions de frontera de Nova Escòcia els resultaven difícils i altres colons legalistes els van discriminar, ja que molts eren propietaris d'esclaus. La Corona va garantir oficialment va garantir terres als legalistes negres, però aquests era de molt menor qualitat, ja que era rocallosa i difícil de cultivar, si la comparem amb la qual va atorgar als legalistes blancs. El 1792, el govern britànic va oferir als legalistes negres un canvi per a assentar-los en la nova colònia de Sierra Leone, a l'Àfrica. La Companyia de Sierra Leone es va establir per a fer-ho. La meitat dels legalistes de Nova Escòcia, uns 1.200, van partir cap a Sierra Leone i van fundar la ciutat de Freetown.
El 1793 els britànics van transportar 3.000 negres més a Florida i Anglaterra com a homes i dones lliures. Els seus noms estan recollits en el Book of Negroes del General Carleton
No tots els legalistes negres van tenir tanta sort. Al Sud dels Estats Units, els negres eren objectius fàcils i els propietaris de les plantacions van ignorar els seus clams de llibertat. Molts oficials i legalistes britànics els consideraven com a botí de guerra. Quan els britànics van cedir Florida a Espanya, molts dels homes lliures que havien estat transportats a allà des dels Estats Units es van quedar darrere quan els britànics es van retirar. Els espanyols van oferir la llibertat i el dret a portar armes als negres que es convertissin al catolicisme i va encoratjar als esclaus dels Estats Units perquè s'escapessin a la Florida.

## Descendents
Molts dels descendents dels lleialistes negres han pogut trobar els seus avantpassats utilitzant el llibre del General Carlenton, Book of Negroes.

### Nova Escòcia
Hi va haver uns 3.500 negres que van ser portats des dels Estats Units fins a Nova Escòcia entre el 1776 i el 1785. Aquests són un apart d'uns 34.000 refugiats legitimistes. Aquest èxode massiu va incrementar la població un 60% i va contribuir a l'establiment de Nova Brunswick el 1784. La majoria dels negres lliures es van assentar a Birchtown la ciutat de l'època en què hi havia més afroamericans d'Amèrica del Nord. Els treballadors no remunerats i els nous lliberts es van assentar sobretot a Shelburne (Nova Escòcia)
Rose Fortune és una de les lleialistes negres més destacades. Fou una dona que va viure a Nova Escòcia i que va esdevenir empresària i oficial de policia. La soprano d'òpera Measha Brueggergosman (nascuda Gosman) és una personalitat de Nova Brunswick descendent de lleialistes negres a través de la línia paterna. Els seus avantpassats van abandonar els Estats Units i es van assentar a Shelburne amb el seu primer fill que havia nascut a Nova York.

## Commemoracions
L'assentament de lleialistes negres, Birchtown (Nova Escòcia), fou declarat Lloc Històric Nacional el 1997, el mateix any en què la Societat pel Record dels Lleialistes Negres va obrir-hi un museu dedicat a ells. S'ha establert un memorial al Black Loyalist Burying Ground, que està construït al centre històric de Birchtown. Tot i que el museu fou danyat per un atac, fou reconstruït el 2008. La Societat té plans per a expandir el museu per a explicar la història dels legitimistes negres a Amèrica, Nova Escòcia i Sierra Leone.

### Sierra Leone
Alguns negres lleials foren transportats a Londres, a on van lluitar per a fer-se noves vides. El Comité pel Relleu dels Pobres Negres (Commitee for the Relief of the Black Poor) fou creat per a estimular el suport envers els veterans de guerra negres. Aquesta organització va participar en l'assentament dels negres pobres de Londres a la nova colònia de Sierra Leone, a l'Àfrica Occidental. A més a més, els legitimistes de Nova Escòcia van rebre l'oferta de ser reubicats i aproximadament la meitat van anar a la nova colònia britànica. Avui en dia, els seus descendents són coneguts com a criolls de Sierra Leone (o Krios). Viuen sobretot a la zona oest de Freetown, una zona que el 2014 ha patit molt per l'esclat del brot d'Ebola a l'Àfrica de l'oest de 2014.
Els lleials negres de Sud-amèrica van portar les seves llengües com el gullah i l'anglès vernacular afroamericà a Freetown. La seva llengua franca és el krio. Molts dels criolls de Sierra Leone poden traçar els seus avantpassats directament fins als legitimistes negres. Henry Washington, un dels esclaus de George Washington, va escapar a les línies britàniques i fou evacuat a Nova Escòcia després de la guerra. Posteriorment, va emigrar a Freetown, a on va esdevenir un líder contra el domini colonial. Els seus descendents són part dels criolls que representen el 5,8% del total de la població de Sierra Leone.

## Lleialistes notables
- David George
- Boston King
- John Kizell
- John Marrant
- Cato Perkins
- Thomas Peters
- Colonel Tye
- Henry Washington

## En la cultura popular
- La novel·la The Book of Negroes de Lawrence Hill, de 2007 està inspirada en els negres lleials. Als Estats Units es va editar amb el títol de Someone Knows My Name i va guanyar el Premi de la Commonwealth per una obra de ficció de 2008.
- La novel·la juvenil de M.T. Anderson (2008): The Astonishing Life of Octavian Nothing, Traitor to the Nation, Vol II: The Kingdom on the Waves, detalla la vida del jove Octavian Nothing, que s'uneix als Etíops reials del Comte Dunmore.